# 隐秘部位
隐秘部位、私密部位、私密地帶、隐私部位、私處或下體（英语：intimate part，personal part，pubic area、private part或private zone），指人体出于礼仪、得体和受尊重，在公共场合和常规环境中，习惯被衣服覆盖的位置。其定义各不相同，在西方文化中，主要指涉及性敏感、生殖、排泄（含排尿及排便）器官等的部分，包括：臀部、肛门、会阴和胯下，男性特指阴茎和阴囊，女性特指阴道和陰戶。“隐秘部位”一词亦能解释为裸体时可见的外部身体部位，而不是通常所称的身体部分，如裸体时，可以看到女性的阴裂而非阴道，男性的阴囊而非睾丸。成年女性的乳房在大多数情况下也包括在内，但不同地区和文化对上空的容忍程度不同，如2005年对加拿大人关于接受上空程度的调查，发现其取決於双方的个人因素（包括被访者的性别、年龄和信仰）和环境因素（即街道、公园或沙滩）。在東亞歷史及欧洲历史的某些时期，女性的肩部和腿部也被认为是隐秘部位。在某些情况下，更保守的观点认为女性应遮住頸部和手臂、男性应遮住膝蓋才合适，尤其是进入宗教場所等神圣空间里。
暴露隐私部位因其因素，尤其是走光等意外，常与羞耻感相关联。在公共或半公共場合對不知情者曝露隐私部位的行為，可能会受到社会规范、社会控制和刑事司法的制裁。有別於帶有性暗示的色情作品，隐私部位在社會文化中的私密性、隱晦性、與性別議題，亦使其成為部分裸體藝術的主題。
故意触碰他人隐私部位，即使是透过衣服，往往也与性意图有关。如果进行時未獲得被触碰者同意，或是被触碰者雖同意，但在法律上無效，会被认为是猥亵，或在某些情况下是性骚扰和性侵犯。